# Sandra Völker
Sandra Völker (ur. 1 kwietnia 1974 w Lubece) – niemiecka pływaczka specjalizująca się w krótkich dystansach.
Völker w latach 1991-2004 zdobyła 3 medale olimpijskie, 6 medali Mistrzostw Świata, 11 medali Mistrzostw Świata na krótkim basenie, 17 medali Mistrzostw Europy oraz 23 medale Mistrzostw Europy na krótkim basenie, co czyni ją obok Franziski van Almsick najbardziej utytułowaną pływaczką niemiecką. 
Po Igrzyskach olimpijskich w Atenach w 2004 zakończyła karierę.

## Sukcesy

### Igrzyska olimpijskie
- 1996 Atlanta: 100 m stylem dowolnym
- 1996 Atlanta: 50 m stylem dowolnym
- 1996 Atlanta: 4 × 100 m stylem dowolnym

### Mistrzostwa Świata na długim basenie
- 1998 Perth: 50 m stylem dowolnym
- 1998 Perth: 4 × 100 m stylem dowolnym
- 1998 Perth: 100 m stylem grzbietowym
- 2001 Fukuoka: 4 × 100 m stylem dowolnym
- 2001 Fukuoka: 50 m stylem dowolnym
- 2001 Fukuoka: 100 m stylem dowolnym

### Mistrzostwa Europy na długim basenie
- 1993 Sheffield: 4 × 100 m stylem zmiennym
- 1993 Sheffield: 100 m stylem grzbietowym
- 1997 Sevilla: 100 m stylem dowolnym
- 1997 Sevilla: 4 × 100 m stylem dowolnym
- 1997 Sevilla: 4 × 100 m stylem zmiennym
- 1997 Sevilla: 50 m stylem dowolnym
- 1997 Sevilla: 100 m stylem grzbietowym
- 1999 Stambuł: 50 m stylem grzbietowym
- 1999 Stambuł: 100 m stylem grzbietowym
- 1999 Stambuł: 4 × 100 m stylem dowolnym
- 1999 Stambuł: 4 × 100 m stylem zmiennym
- 1999 Stambuł: 100 m stylem dowolnym
- 2002 Berlin: 4 × 100 m stylem dowolnym
- 2002 Berlin: 4 × 100 m stylem zmiennym
- 2002 Berlin: 50 m stylem grzbietowym
- 2002 Berlin: 100 m stylem grzbietowym
- 2004 Madryt: 50 m stylem dowolnym